# Рочегов, Поликарп Маркович
Поликарп Маркович Рочегов (1835 — 26 июня 1920, Таганрог) — купец 1-й гильдии, из крестьян, потомственный почетный гражданин Таганрога, рыбопромышленник, основавший совместно с Богудоном и Мартовицким Таганрогский рыбоперерабатывающий завод, существовавший до начала 2000-х годов. 

## Биография
Из крестьян московской губернии. 
Поликарп Маркович Рочегов, будучи богатым и известным в Таганроге рыбопромышленником, совместно с Корнилием Мартовицким и Александром Боудоном в районе Старой турецкой бухты организовали рыболовецкие артели. При Советской власти на базе этих артелей начал работать Таганрогский рыбоперерабатывающий завод.
Имел магазины во многих городах, в том числе в Москве.
Владелец восьми домов: ул. Александровская 71, ул. Митрофановская 1, ул. Митрофановская 3, ул. Митрофановская 5, ул. Митрофановская 7,  ул. Митрофановская 11, Дворцовый переулок 28, Успенский переулок 39.
Поликарп Маркович Рочегов был членом городской думы, членом таганрогского отделения Палестинского общества, попечителем церковно-приходской школы.
Умер 26 июня 1920 года в Таганроге. Панихиду по усопшему выполнили священник Семен Суриков и псаломщик Михаил Волошинов в скромной Троицкой церкви, стоявшей на мысу. Похоронен 27 июня на старом городском кладбище, на фамильном участке, расположенном у стены, отделяющей территорию кладбища от трамвайного парка.

## Память
- В 1997 году в газете «Советская Россия» была опубликована статья «Стыд и позор на весь крещенный мир», написанная внучкой Поликарпа Рочегова Ариадной Николаевной Романенко. Статья была обращена к президенту РФ Борису Ельцину и содержала жёсткую критику деятельности президента по отношению к русскому народу. Начиналась статья упоминанием о деде автора: «Борис Николаевич, я, Ариадна Николаевна Романенко, урожденная Рочегова. Если вы заглянете в история русского купечества, то встретите имя крупного рыбопромышленника, купца первой гильдии Рочегова Поликарпа Марковича из Таганрога. Это мой дед. Он владел большими промыслами, имел магазины во многих городах, в том числе в Москве. В Таганроге целый городской квартал принадлежал ему»[3].